# Водомерово
Водомерово — деревня в Заволжском районе Ивановской области России. Входит в состав Волжского сельского поселения.

## История
История -  историки полагают,что название деревни Водомерово, относится к племени Меря, которые проживали на этой  территории в далёком прошлом. Не считая того,что это племя полностью исчезло -слилось со славянами,упоминания о нём мы видим в названиях: рек-Мера, Кистега, Микшица, Локша, Колдома; село Мериново (ныне Воздвижение) и слобода Солдога; деревни Ворокшино и Водомерово.
Из книги "Списки населённых мест Костромской губернии 1870-77 гг":
Положение- при речке Кистеге. Число дворов-7. Жителей мужского пола-30 человек, женского пола-31 человек. Расстояние от уездного города Кинешмы-17 вёрст".
По переписи населения России 1897 года: был 41 человек мужского пола и 52 женского пола.
В 1907 году в деревне уже был 21 двор. Душ обоего пола-91 человек.
До революции деревня относилась к Воздвиженской волости Кинешемского уезда. В Советское время к Воздвиженскому сельсовету, сначала Наволокского,а с 1958 года Заволжского района.

## География
Деревня расположена в северной части Ивановской области, в зоне хвойно-широколиственных лесов, в пределах Галичско-Чухломской возвышенности, на правом берегу реки Кистеги, при автодороге 24Н-074, на расстоянии примерно 9 километров (по прямой) к северо-западу от города Заволжска, административного центра района. Абсолютная высота — 90 метров над уровнем моря.

### Климат
Климат характеризуется как умеренно континентальный, с холодной многоснежной зимой и умеренно жарким влажным летом. Среднегодовая температура воздуха — 2,7 °C. Средняя температура воздуха самого холодного месяца (января) — −11,6 °C (абсолютный минимум — −46 °C), средняя температура самого тёплого (июля) — 18,4 °С (абсолютный максимум — 35 °C). Безморозный период длится около 126 дней. Годовое количество атмосферных осадков составляет 560—615 мм, из которых большая часть выпадает в тёплый период.

### Часовой пояс
Деревня Водомерово, как и вся Ивановская область, находится в часовой зоне МСК (московское время). Смещение применяемого времени относительно UTC составляет +3:00.

## Население
| 2010 |
| ---- |
| 7    |

### Национальный состав
Согласно результатам переписи 2002 года, в национальной структуре населения русские составляли 100 % из 8 чел.